# Eribella exilis
Eribella exilis är en tvåvingeart som först beskrevs av Daniel William Coquillett 1897.  Eribella exilis ingår i släktet Eribella och familjen parasitflugor. Inga underarter finns listade i Catalogue of Life.